# David Arroyo
David Arroyo Durán (Talavera de la Reina, Toledo, 7 de enero de 1980) es un ciclista profesional español que compitió en la modalidad de ruta entre 2001 y 2018 y desde 2019 compite en la de montaña. Entre sus victorias como profesional, cabe destacar una etapa en la Vuelta a España 2008 y el segundo puesto en la clasificación general del Giro de Italia 2010, donde además vistió la maglia rosa durante cinco días, hasta la antepenúltima etapa.
Sobresale en las etapas de montaña al ser un ciclista Escalador, y en las carreras de tres semanas, aunque sufre en las etapas contrarreloj. Cuando era ciclista del Movistar Team, su temporada se centraba en dos picos de forma: uno en mayo para disputar el Giro de Italia y otro, en menor medida, para realizar el papel de gregario en el Tour de Francia o Vuelta a España, pero con su fichaje como jefe de filas por el Caja Rural, su temporada 2013 se centró en la Vuelta a España, acudiendo como principal baza del equipo.

## Biografía
Se inició en el ciclismo con trece años, en la categoría cadete, en el equipo ciclista Nieves de Parla. Con el cambio de cadete a juvenil pasó por el equipo Dormilón y Seguros Soliss, donde consiguió su primer triunfo de importancia, la victoria general de la Vuelta a Soria. Una vez acabada su etapa juvenil, ascendió a la categoría de amateur con el equipo gallego Aguas de Mondariz. Al año siguiente de fichar, su juventud y sus buenos resultados lo llevaron al Filial Saunier Duval, donde a la edad de 20 años consiguió el campeonato de España Sub-23 en el año 2000 celebrado en la ciudad de Murcia.

### Ciclismo profesional

#### ONCE-Eroski (2001-2003)
David Arroyo se convirtió en profesional en 2001 con el equipo español ONCE-Eroski dirigido por Manolo Saiz, donde coincidió con ciclistas como José Iván Gutiérrez o Joseba Beloki, tercer clasificado del Tour de Francia. Su temporada empezó en febrero corriendo la Challenge Vuelta a Mallorca, obteniendo como mejor resultado el vigesimosexto puesto en el Trofeo Magalluf-Palmanova. En junio, finalizó el 42.º de la Clásica de los Alpes, después participó en la Clásica de San Sebastián y en el Giro del Piamonte, acabando el 17.º de la clasificación.

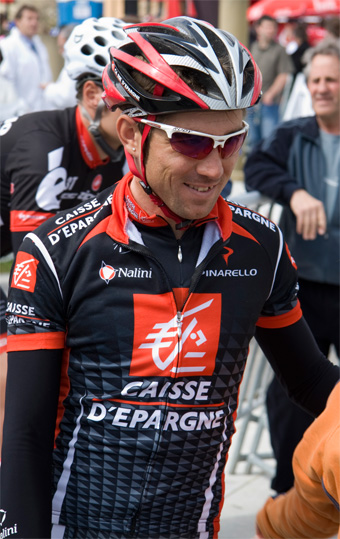
David Arroyo con el Caisse d'Epargne

En 2002, volvió a comenzar la temporada en la Challenge de Mallorca y luego corrió la Tirreno-Adriático y la Vuelta a Aragón sin resultados destacados en ninguna de las competiciones. En junio, disputó la Vuelta a Castilla y León, donde quedó en el puesto 26.º de la general, finalizando octavo en la cuarta etapa con final en el Alto del Redondal. Su papel fue determinante para que su compañero Isidro Nozal acabara cuarto de la general. En agosto participó en la Vuelta a Burgos donde ganó una etapa de contrarreloj por equipos junto con Mikel Zarrabeitia y Ángel Castresana entre otros. A finales de temporada, disputó el Tour del Porvenir donde logró un esperanzador séptimo puesto en la clasificación general, que ganó el ciclista del Mapei Quick-Step Eugeni Petrov.
Comenzó 2003 participando en la París-Niza, donde finalizó en el puesto 57.º, y además contribuyó al segundo puesto en la clasificación general de su compañero Mikel Zarrabeitia, que acabó por detrás de Alexandr Vinokourov. Semanas más tarde corrió la Vuelta a la Rioja, finalizando 18.º en la general, y quedando octavo en la tercera etapa. Durante el mes de mayo, disputó la Vuelta a Asturias, obteniendo su mejor resultado como profesional hasta la fecha, acabando en el quinto puesto de la cuarta etapa con final en el Santurario del Acebo y repitiendo quinto puesto en la clasificación final, por delante de ciclistas como Samuel Sánchez o David Moncoutié. La siguiente carrera que disputó fue la Vuelta a Castilla y León, donde confirmó su gran momento de forma, finalizando el quinto en la clasificación general final, igualado a tiempo con su compatriota Alberto Contador. Terminó su temporada corriendo carreras como el Giro d'Emilia, Clásica de los Puertos y la Subida a Urkiola.

#### L.A. Pecol (2004)
Para la temporada 2004, tuvo que emigrar al equipo portugués el L.A. Pecol, debido, entre otras cosas, a sus diferencias con el mánager del ONCE-Eroski, Manolo Saiz. Su temporada se centró exclusivamente en la Vuelta a Portugal, única prueba de renombre que su equipo disputó esa temporada. Como forma de preparación, compitió en diferentes carreras destacando el 14.º puesto en la Clásica de Primavera, el 10.º puesto en la clasificación general en la Vuelta a Castilla y León y la quinta posición en la Subida al Naranco. El 29 de julio comenzó la Vuelta a Portugal, donde las etapas de montaña llegaron en la cuarta etapa con final en Mondim de Basto. David atacó en las últimas rampas logrando su primera victoria como profesional, cuatro segundos por delante de Vicente David Bernabéu. La etapa reina llegó en la octava etapa con final en el Alto Da Torre, donde Arroyo se volvió a ver las caras con David Bernabéu. El talaverano ganó la etapa con 15 segundos de diferencia respecto a Bernabéu, pero que no fueron suficientes para ponerse líder de la carrera, quedándose a ocho segundos del liderato a falta de la contrarreloj final. De esta forma, el español se convertiría en el primer ciclista en vencer en las dos etapas reinas en un mismo año. Finalmente, David acabó segundo en la clasificación general a más de dos minutos del líder, acabando primero en la clasificación de la montaña, por delante de Rui Lavarinhas y de los jóvenes, quedando segundo Sergio Paulinho y tercero David de la Fuente.

#### Illes Balears/Caisse d´Epargne/Movistar (2005-2012)
Después de su gran actuación la temporada pasada, se incorporó a las filas del Illes Ballears-Caisse d'Epargne de Eusebio Unzué, equipo con licencia UCI ProTour, con ciclistas como Vladimir Karpets o Alejandro Valverde. En su primera temporada con el equipo español, no logró ninguna victoria, pero sí que consiguió debutar en una gran vuelta, al estar entre los nueve corredores que disputarían el Tour de Francia de 2005. Su papel sería el de gregario de uno de los favoritos para entrar en el podio de París, el madrileño Francisco Mancebo, que finalmente acabó cuarto en la clasificación general. David finalizó en el puesto 53.º, siendo el séptimo clasificado por la clasificación de los jóvenes y el tercer mejor clasificado de su equipo que sirvió para que el conjunto español concluyera como el quinto mejor equipo. Para finalizar la temporada, acudió a la Vuelta a Alemania y al Tour de Polonia, acabando en la 15.ª posición en ambas carreras.

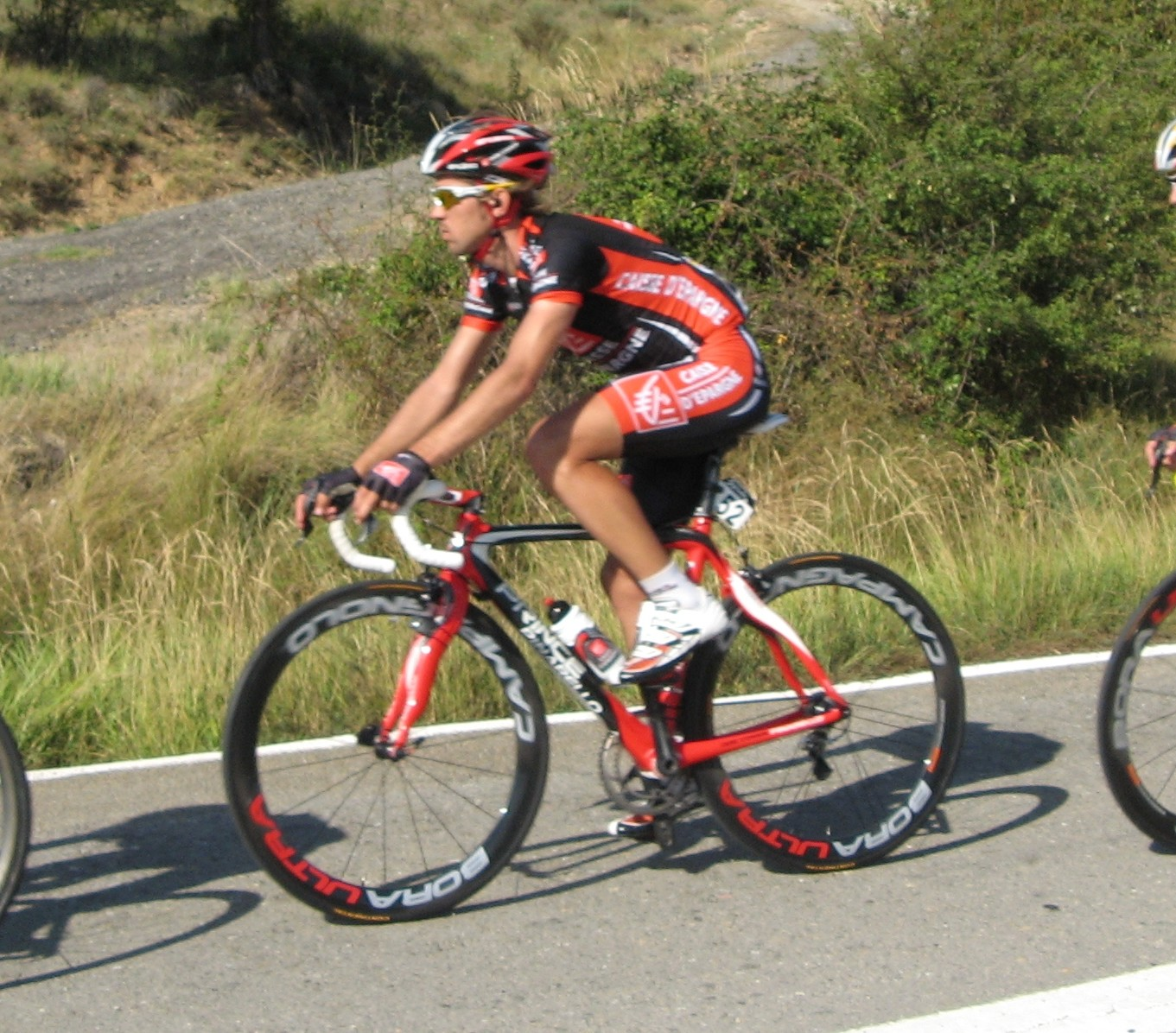
Arroyo en la Vuelta a España 2008.

La temporada 2006 la comenzó participando en la Challenge de Mallorca, destacando su 16.ª posición en el Trofeo Sóller, que ganó el italiano Paolo Bettini. En el mes de abril, participó en algunas clásicas como por ejemplo la Clásica de Primavera, la Amstel Gold Race o Flecha Valona; destacando únicamente la quinta posición obtenida en la prueba española, que se adjudicó su compatriota Carlos Sastre con 12 segundos de diferencia con respecto a David. Después de las clásicas, acudió al Tour de Romandía, acabando en la decimoctava posición, con 5 minutos y 41 segundos perdidos con respecto al vencedor final, el australiano Cadel Evans. Como preparación del Tour de Francia, participó en la Volta a Catalunya, consiguiendo la victoria en la 5.ª etapa, con final en Manlleu. La etapa fue ganada por Adolfo García Quesada, pero fue descalificado por motivos de dopaje, y se le atribuyó la victoria al toledano, segundo clasificado de la etapa por delante de sus otros compañeros de fuga, Eladio Jiménez y David Cañada, llegando con 55 segundos de ventaja sobre el pelotón de favoritos. Siguiendo su puesta a punto para el Tour de Francia, participó en el Critérium del Dauphiné acabando el 18.º en la clasificación por el maillot de líder, y séptimo en la clasificación del mejor escalador. Participó en su segundo Tour de Francia, donde su misión sería la de gregario de lujo de uno de los favoritos al podio de París, Alejandro Valverde, aunque finalmente el murciano tendría que abandonar en la tercera etapa por una caída que le fracturaría la clavícula. Tras el positivo por dopaje del vencedor final, Floyd Landis, y su consecuente descalificación, Óscar Pereiro, compañero de equipo de Arroyo, se convertiría en el vencedor final de la ronda gala, siendo así el sucesor de Lance Armstrong en el palmarés. David finalizaría su segunda participación en el Tour, con un vigésimo puesto en la general, su mejor puesto en una gran vuelta hasta entonces.

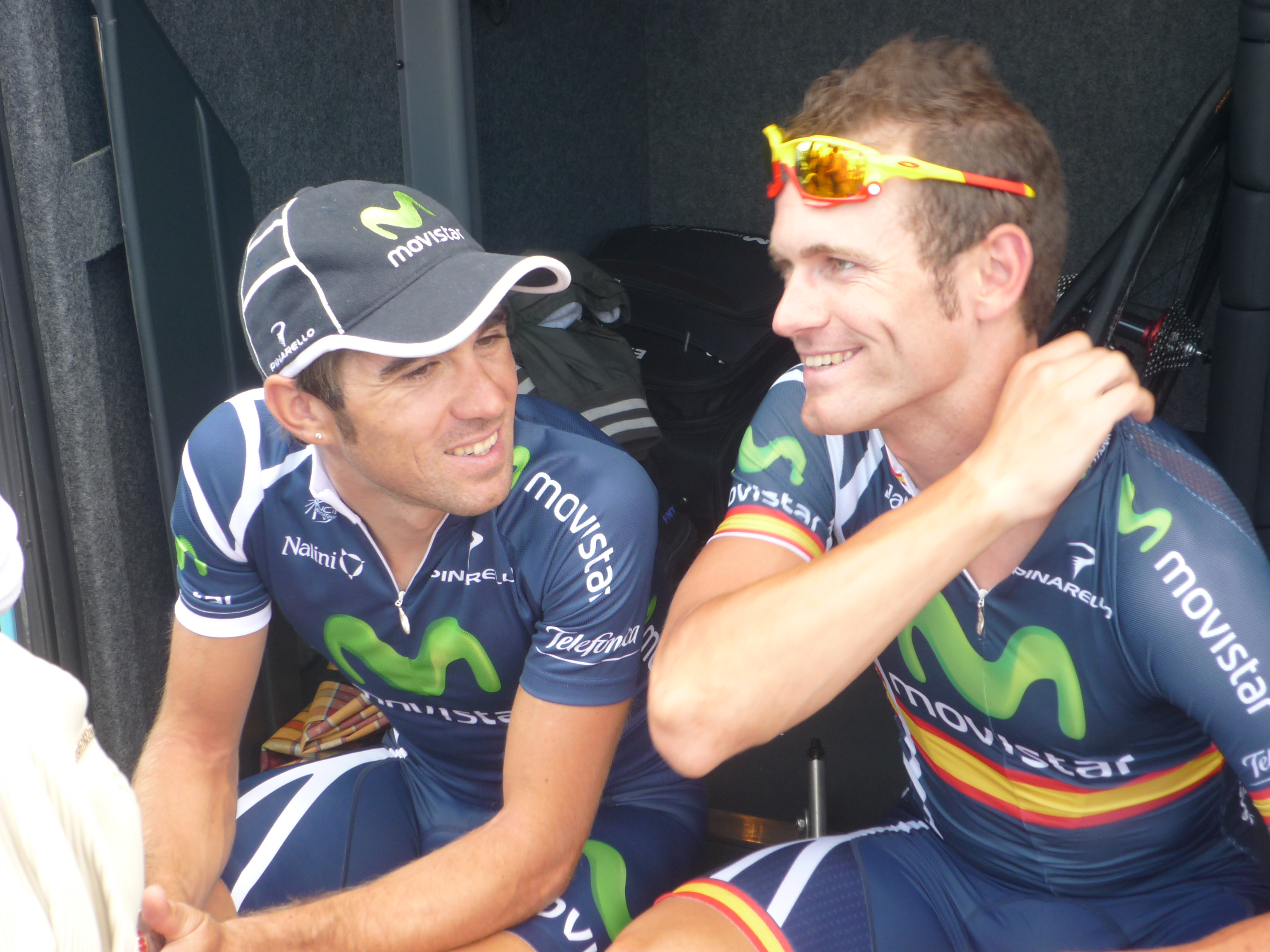
Arroyo (izda.) junto con José Joaquín Rojas, en el Tour de 2011.

Empezó la temporada 2007, disputando la Vuelta a Andalucía, a diferencia de otros años donde participaba en la Challenge de Mallorca. Finalizó en la 31.ª posición de la general, que ganó su compatriota Óscar Freire. Luego de esta carrera, quedó en un meritorio decimosexto puesto en la Tirreno-Adriático, siendo el segundo mejor clasificado de su equipo por detrás de Pablo Lastras, décimo en la general. Su próxima cita fue la Vuelta a la Rioja en abril, finalizando el 11.º de la general, siendo la última carrera como preparación para lo que sería su primer Giro de Italia. Acudió a su primer Giro como jefe de filas del Caisse d'Epargne y mostró su gran forma en la primera semana, quedando 8.º en la cuarta etapa siendo el primer final en alto. Conforme iban pasando los días, siguió estando con los favoritos, quedando en la undécima posición en las etapas 10.ª, 12.ª y 15.ª; y 12.º en la 14.ª etapa con final en Bérgamo. Finalmente, el talaverano acabó 10.º en la clasificación general, siendo su primer Top Ten en una gran vuelta. También fue el primer español en la clasificación general del Giro. Luego de participar en el Giro de Italia, reposó prácticamente un mes hasta volver a la competición, disputando el Campeonato de España de Ciclismo en Ruta celebrado en Cuenca, que se llevó su compañero de equipo Joaquim Rodríguez. Arroyo notó la inactividad y la falta de forma, y solo pudo ayudar al equipo en los primeros kilómetros quedando en la 117 posición. Apenas seis días después de competir los campeonatos nacionales, comenzó el Tour de Francia siendo David Arroyo uno de los gregarios de lujo para Alejandro Valverde y Óscar Pereiro en la lucha por conseguir el maillot amarillo. Arroyo volvió a notar la falta de competición previa en las primeras etapas del Tour, pero aun así, no le hizo perder mucho tiempo respecto a los favoritos. Una vez llegaron las etapas de montaña, comenzó a remontar posiciones, quedando 17.º en la etapa con final en Plateau de Beille, entrando dos segundos más rezagado que sus compañeros de equipo Valverde y Pereiro y de otros ciclistas de gran calidad como Haimar Zubeldia. En la siguiente etapa, Arroyo entró en la escapada con hombres como Alexander Vinokourov, Denis Menchov, Juanjo Cobo o Kim Kirchen. La escapada surgió en el kilómetro 47, en una jornada que acabaría con final en Loudenvielle, teniendo hasta 6 puertos puntuables. En el Port de Balés, Arroyo coronó en tercera posición, pero en el último puerto de la jornada, el Peyresourde (1.ª categoría), Vinokourov arrancó para dejar a sus compañeros de fuga en las rampas del puerto. Al final el kazajo cruzó la línea en primer lugar, siendo segundo Kirchen. Días después, Vinokourov fue expulsado del Tour por dar positivo en un control antidopaje y la etapa pasó a ser de Kirchen, siendo Arroyo el quinto clasificado finalmente. Con la escapada del día anterior, recuperó tiempo respecto al líder Michael Rasmussen, pero en las siguientes etapas fue cediendo hasta finalizar en 13.ª posición de la general a 21 minutos y 49 segundos de Alberto Contador, vencedor final. Con los puestos de Valverde (6.º), Pereiro (10.º) y Arroyo, el Caisse d'Epargne consiguió un grandísimo tiempo en la clasificación por equipos, pero no fue suficiente para vencer al Discovery Channel, que metió tres ciclistas en el Top Ten, incluido el vencedor. Después del Tour compitió en la Clásica de los Puertos finalizando en 13.ª posición, siendo su última carrera del año.
Después de lograr su primer Top Ten en una clasificación general, volvió a centrar su temporada en el Giro de Italia 2008. En las primeras carreras del año destacó en la Vuelta a Andalucía, siendo 13.º y en la París-Niza acabando en la posición 27.ª; David Arroyo gana la Subida a Urkiola pero cuando estaba concentrado con el equipo de cara a la prueba italiana, una caída grupal en un entrenamiento le fracturó la cabeza articular del radio izquierdo, lesión que le impidió correr el Giro. Dos meses después de la lesión, participó en el Tour de Francia con el objetivo de intentar buscar una victoria de etapa y respaldar a Alejandro Valverde. En las primeras etapas se le notó la inactividad llegando en las últimas posiciones, hasta que en la 16.ª etapa cogió la escapada del día. La fuga se resolvió en un sprint que se llevó Cyril Dessel, siendo Arroyo el tercero de la etapa. Finalmente acabaría la ronda gala en una meritoria 27.ª plaza. Luego de acabar el Tour con sensaciones encontradas, participó en la Clásica de San Sebastián llegando después de los favoritos en 15.ª posición y corrió la Subida a Urkiola, prueba que venció tras resolver un "mano a mano" con Juanjo Cobo, finalmente segundo. Continuando con su gran forma, formó parte del equipo que participó en la Vuelta a España, venciendo a Vasil Kiryienka en la 19.ª etapa después de una escapada junto al bielorruso. En un principio la llegada era para su compañero Valverde, pero las circunstancias de la carretera le brindaron la oportunidad de jugarse la victoria, atacando a falta de 150 metros.

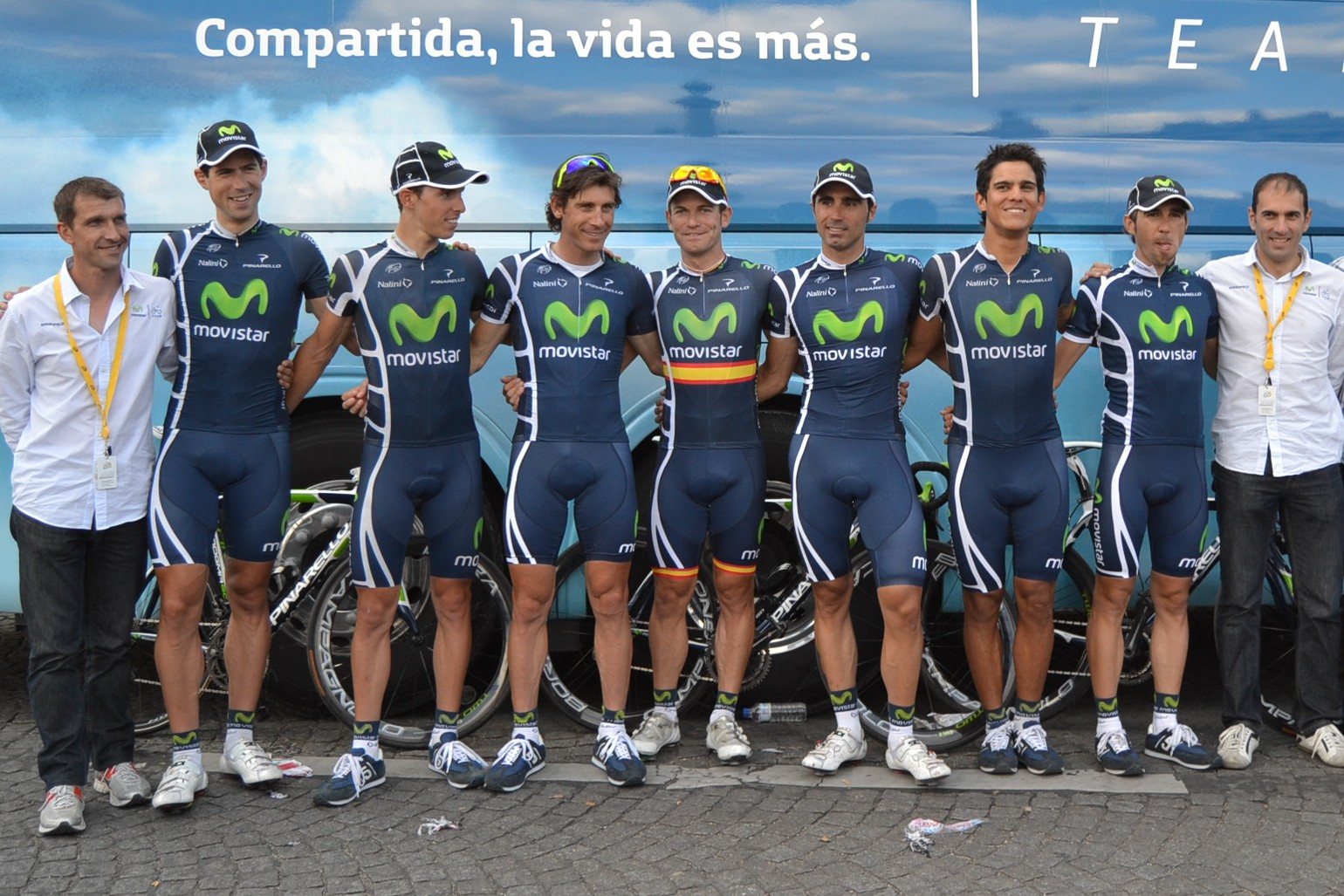
Arroyo (dcha.) junto a varios de sus compañeros en el Tour de 2011.

#### Caja Rural (2013-2017)
En la temporada 2013 cambia de equipo después de ocho años a las órdenes de Eusebio Unzué, se marcha a Caja Rural un equipo con una mentalidad de reunir jóvenes promesas con corredores experimentados.
Se marcha de Movistar Team sin disputar ninguna de las tres grandes debido a problemas internos con el mánager del equipo Eusebio Unzué.
En Caja Rural disputará carreras de menor nivel pero ayudará a los jóvenes e intentará volver a sentirse ciclista.
Debuta con el Caja Rural en el Tour de San Luis compitiendo bien, pero su mejor estado de forma lo coge en la Vuelta a Andalucía estando con los mejores pero varias caídas le obligan a retirarse. Después de un parón vuelve en la Volta a Cataluña pero debido a un forúnculo tiene que pasar por el quirófano y le obliga a parar hasta junio perdiéndose sus objetivos: la Vuelta al País Vasco y el Gran Premio Miguel Induráin. Vuelve a la competición en la Clásica de Ordizia da un buen nivel y finaliza en tercera posición. Disputa la Vuelta a Burgos donde se deja ver en Lagunas de Neila atacando varias veces solo Nairo Quintana consigue vencerle y termina segundo en la clasificación general. El gran objetivo del año es la Vuelta a España donde intenta luchar por una etapa y hacer una buena clasificación general, se mete en varias fugas pero no consigue ganar y en la general termina en la 13.ª posición.

## Palmarés
2004
- 2 etapas de la Vuelta a Portugal

2008
- Subida a Urkiola
- 1 etapa de la Vuelta a España

2009
- 1 etapa del Tour de Limousin

2010
- 2.º en el Giro de Italia

## Resultados en Grandes Vueltas
| Carrera | Carrera         | 2001 | 2002 | 2003 | 2004 | 2005 | 2006 | 2007 | 2008 | 2009 | 2010 | 2011 | 2012 | 2013 | 2014 | 2015 | 2016  | 2017 | 2018 |
| ------- | --------------- | ---- | ---- | ---- | ---- | ---- | ---- | ---- | ---- | ---- | ---- | ---- | ---- | ---- | ---- | ---- | ----- | ---- | ---- |
|         | Giro de Italia  | —    | —    | —    | —    | —    | —    | 10.º | —    | 8.º  | 2.º  | 13.º | —    | —    | —    | —    | —     | —    | —    |
|         | Tour de Francia | —    | —    | —    | —    | 53.º | 20.º | 13.º | 28.º | 69.º | —    | 36.º | —    | —    | —    | —    | —     | —    | —    |
|         | Vuelta a España | —    | —    | —    | —    | —    | 19.º | —    | 17.º | —    | 25.º | —    | —    | 13.º | 20.º | 12.º | 122.º | 89.º | —    |

—: no participa

Ab.: abandono

## Equipos
- ONCE-Eroski (2001-2003)
  - ONCE-Eroski-Würth (2001)
  - ONCE-Eroski (2002-2003)
- L.A. Pecol (2004)
- Illes Balears/Caisse d'Epargne/Movistar (2005-2012) 
  - Illes Balears-Caisse d'Epargne (2005)
  - Caisse d'Epargne-Illes Balears (2006)
  - Caisse d'Epargne (2007-2010)
  - Movistar Team (2011-2012)
- Caja Rural (2013-2017)
- Efapel (2018)